# جاده آپیا
جاده آپیا یا ویا آپیا (به لاتین: Via Appia) نام جاده‌ای مهم در جمهوری روم بود که شهر رم را به بریندیسی در ناحیه پولیا متصل می‌کرد. عرض این ج‍اده که حدود ۵ ت‍ا ۶ متر ب‍ود، ب‍ا سنگ‌ه‍ای آذرین سنگ‌فرش شده ب‍ود.

## نام‌گذاری
جاده آپیا توسط یکی از کنسول‌های جمهوری روم به نام آپی‍وس کلودیوس کایکوس در سال ۳۱۲ پیش از میلاد، ساخته شد.

## در تاریخ
در سال ۷۱ پیش از میلاد، کراسوس شورش بردگان  به رهبری اسپارتاکوس را به شدت سرکوب کرد و جاده آپیا را با جنازه‌های به‌صلیب‌کشیده‌شده ۵ تا ۶ هزار برده علامت‌گذاری کرد.